# چوب‌زنی

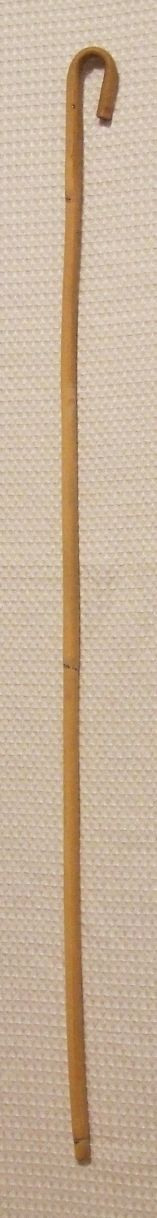
چوب خیزران

چوب‌زنی نوعی تنبیه بدنی است که به معنی ضربه زدن با چوب به اعضای بدن تنبیه‌شونده، از جمله نشیمنگاه، شانه ها، پشت، دست و کف‌پاست. اندازه و قابلیت انعطاف چوب، تعداد ضربات و شیوه زدن ضربات به نحو چشمگیری متفاوت است. در قرن نوزدهم و آغاز قرن بیستم، چوب‌زنی در بسیاری از نواحی خاورمیانه، آفریقا، آسیا، اروپا و مستعمرات اروپایی رایج بوده‌است. امروزه در بیشتر کشورهای توسعه‌یافته، چوب‌زنی قانوناً ممنوع است؛ هرچند در برخی ملّت‌ها هنوز رواج دارد. در برخی کشورها، چوب‌زنی به عنوان راهی برای تنبیه متهمان در مراجع قضایی استفاده می‌شده‌است و می‌شود. همچنین، چوب‌زنی به عنوان روشی برای تنبیه کودکان در خانه ها و مدرسه ها به شمار می‌آید.

## استفاده قضایی
چوب‌زنی، امروزه در دادگاه‌های قضایی جنوب شرقی آسیا (که در دوره استعمار بریتانیا باب شده‌است)، رواج دارد. در مالزی، سنگاپور، برونئی، زیمبابوه، کنیا، بوتسوانا، تانزانیا، نیجریه نیز از این مجازات استفاده می‌شود. در اندونزی، چوب‌زنی به پشت وجود دارد.

## استفاده آموزشی در خانه‌ها و مدارس
استفاده از چوب برای حفظ انضباط در مدارس اروپا، بسیار رایج بوده‌است. قوانین مربوط به تنبیه بدنی در مدارس اروپا، در مدرسه‌های مختلف متفاوت بوده‌است. در برخی مدارس، تنها مدیر مدرسه حق اعمال چوب‌زنی را داشته است، اما در بیشتر مدارس خصوصی و دولتی، آموزگار و دیگر کارکنان مدرسه نیز حق تنبیه داشته‌اند؛ در بعضی مدارس دانش‌آموزان ارشد نیز حق چوب‌زدن دیگر دانش‌آموزان را داشته‌اند. در مدارس متوسطه در انگلستان، چوب‌زنی بیشتر منحصر به پسران می‌شد و کم‌تر این مجازات بر دختران اعمال می‌شد.  عموماً از دانش‌آموز خواسته می‌شد که روی زمین دراز بکشد و یا روی یک صندلی یا میزتحریر خم شود، و آنگاه با چوب به پشت و نشیمنگاه او ضربه می‌زدند. در اکثر موارد، این تنبیه در حالی صورت می‌گرفت که شاگرد لباس‌هایش را به تن داشت.  چوب‌زنی در مدارس امروز در بریتانیا ممنوع شده‌است؛ هرچند که در بسیاری از مستعمرات سابق بریتانیا از جمله سنگاپور، مالزی، زیمبابوه و کنیا هنوز رایج است. در دیگر مستعمرات نیز چوب‌زنی رایج بود، تا این که قانوناً ممنوع شد. در نیوزیلند در سال ۱۹۹۰ و در آفریقای جنوبی در سال ۱۹۹۷ قانون چوب‌زنی را ممنوع ساختند. در مالزی، سازمان آموزش در سال ۱۹۵۷ چوب‌زدن به دختران را در مدارس آن کشور ممنوع کرد، هر چند چوب‌زنی دختران هنوز کم‌وبیش در مدارس ابتدایی و همچنین مدارس متوسطه رایج است